# Campeonato Mundial de Halterofilismo de 2010
O Campeonato Mundial de Halterofilismo de 2010 foi a 78ª edição do campeonato de halterofilismo, organizado pela Federação Internacional de Halterofilismo (FIH). O campeonato ocorreu no Centro de Exposição de Antália, em Antália, na Turquia, entre 17 a 26 de setembro de 2010. Foram disputadas 15 categorias (8 masculino e 7 feminino), com a presença de 563 halterofilistas (345 masculino e 218 feminino) de 74 nacionalidades filiadas à Federação Internacional de Halterofilismo (FIH). Teve como destaque a China com 29 medalhas no total, sendo 13 de ouro. 

## Medalhistas

### Masculino
| Evento             | Ouro                          | Ouro             | Prata                          | Prata            | Bronze                         | Bronze           |
| 56 kg (detalhes)   | 56 kg (detalhes)              | 56 kg (detalhes) | 56 kg (detalhes)               | 56 kg (detalhes) | 56 kg (detalhes)               | 56 kg (detalhes) |
| ------------------ | ----------------------------- | ---------------- | ------------------------------ | ---------------- | ------------------------------ | ---------------- |
| Arranque           | Wu Jingbiao · China           | 132 kg           | Cha Kum-chol · Coreia do Norte | 130 kg           | Long Qingquan · China          | 127 kg           |
| Arremesso          | Long Qingquan · China         | 161 kg           | Wu Jingbiao · China            | 160 kg           | Carlos Berna · Colômbia        | 152 kg           |
| Total              | Wu Jingbiao · China           | 292 kg           | Long Qingquan · China          | 288 kg           | Cha Kum-chol · Coreia do Norte | 280 kg           |
| 62 kg (detalhes)   |                               |                  |                                |                  |                                |                  |
| Arranque           | Kim Un-guk · Coreia do Norte  | 147 kg           | Erol Bilgin · Turquia          | 143 kg           | Ding Jianjun · China           | 142 kg           |
| Arremesso          | Zhang Jie · China             | 174 kg           | Kim Un-guk · Coreia do Norte   | 173 kg           | Eko Yuli Irawan · Indonésia    | 172 kg           |
| Total              | Kim Un-guk · Coreia do Norte  | 320 kg           | Zhang Jie · China              | 315 kg           | Erol Bilgin · Turquia          | 314 kg           |
| 69 kg (detalhes)   |                               |                  |                                |                  |                                |                  |
| Arranque           | Mete Binay · Turquia          | 160 kg           | Armen Ghazaryan · Rússia       | 148 kg           | Triyatno · Indonésia           | 146 kg           |
| Arremesso          | Kim Kum-sok · Coreia do Norte | 181 kg           | Armen Ghazaryan · Rússia       | 181 kg           | Bredni Roque · Cuba            | 180 kg           |
| Total              | Mete Binay · Turquia          | 335 kg           | Armen Ghazaryan · Rússia       | 329 kg           | Triyatno · Indonésia           | 324 kg           |
| 77 kg (detalhes)   |                               |                  |                                |                  |                                |                  |
| Arranque           | Tigran Martirosyan · Armênia  | 173 kg           | Lü Xiaojun · China             | 170 kg           | Kianoush Rostami Irão          | 161 kg           |
| Arremesso          | Lü Xiaojun · China            | 200 kg           | Tigran Martirosyan · Armênia   | 200 kg           | Tarek Yehia · Egito            | 199 kg           |
| Total              | Tigran Martirosyan · Armênia  | 373 kg           | Lü Xiaojun · China             | 370 kg           | Tarek Yehia · Egito            | 356 kg           |
| 85 kg (detalhes)   |                               |                  |                                |                  |                                |                  |
| Arranque           | Ara Khachatryan · Armênia     | 175 kg           | Adrian Zieliński · Polónia     | 173 kg           | Aleksey Yufkin · Rússia        | 172 kg           |
| Arremesso          | Siarhei Lahun · Bielorrússia  | 211 kg           | Yoelmis Hernández · Cuba       | 210 kg           | Adrian Zieliński · Polónia     | 210 kg           |
| Total              | Adrian Zieliński · Polónia    | 383 kg           | Aleksey Yufkin · Rússia        | 380 kg           | Siarhei Lahun · Bielorrússia   | 377 kg           |
| 94 kg (detalhes)   |                               |                  |                                |                  |                                |                  |
| Arranque           | Aleksandr Ivanov · Rússia     | 185 kg           | Artem Ivanov · Ucrânia         | 185 kg           | Aurimas Didžbalis · Lituânia   | 178 kg           |
| Arremesso          | Valeriu Calancea · Roménia    | 220 kg           | Aleksandr Ivanov · Rússia      | 218 kg           | Andrey Demanov · Rússia        | 218 kg           |
| Total              | Aleksandr Ivanov · Rússia     | 403 kg           | Artem Ivanov · Ucrânia         | 402 kg           | Valeriu Calancea · Roménia     | 397 kg           |
| 105 kg (detalhes)  |                               |                  |                                |                  |                                |                  |
| Arranque           | Dmitry Klokov · Rússia        | 192 kg           | Vladimir Smorchkov · Rússia    | 190 kg           | Marcin Dołęga · Polónia        | 188 kg           |
| Arremesso          | Marcin Dołęga · Polónia       | 227 kg           | Dmitry Klokov · Rússia         | 223 kg           | Bartłomiej Bonk · Polónia      | 222 kg           |
| Total              | Marcin Dołęga · Polónia       | 415 kg           | Dmitry Klokov · Rússia         | 415 kg           | Vladimir Smorchkov · Rússia    | 410 kg           |
| +105 kg (detalhes) |                               |                  |                                |                  |                                |                  |
| Arranque           | Evgeny Chigishev · Rússia     | 210 kg           | Behdad Salimi Irão             | 208 kg           | Artem Udachyn · Ucrânia        | 205 kg           |
| Arremesso          | Matthias Steiner · Alemanha   | 246 kg           | Behdad Salimi Irão             | 245 kg           | Jeon Sang-guen Coreia do Sul   | 242 kg           |
| Total              | Behdad Salimi Irão            | 453 kg           | Matthias Steiner · Alemanha    | 440 kg           | Artem Udachyn · Ucrânia        | 440 kg           |

- — RECORDE MUNDIAL

### Feminino
| Evento            | Ouro                              | Ouro             | Prata                                     | Prata            | Bronze                                    | Bronze           |
| 48 kg (detalhes)  | 48 kg (detalhes)                  | 48 kg (detalhes) | 48 kg (detalhes)                          | 48 kg (detalhes) | 48 kg (detalhes)                          | 48 kg (detalhes) |
| ----------------- | --------------------------------- | ---------------- | ----------------------------------------- | ---------------- | ----------------------------------------- | ---------------- |
| Arranque          | Sibel Özkan · Turquia             | 90 kg            | Tian Yuan · China                         | 88 kg            | Pramsiri Bunphithak · Tailândia           | 83 kg            |
| Arremesso         | Tian Yuan · China                 | 116 kg           | Sibel Özkan · Turquia                     | 115 kg           | Chen Wei-ling · Taipé Chinesa             | 105 kg           |
| Total             | Sibel Özkan · Turquia             | 205 kg           | Tian Yuan · China                         | 204 kg           | Pramsiri Bunphithak · Tailândia           | 186 kg           |
| 53 kg (detalhes)  |                                   |                  |                                           |                  |                                           |                  |
| Arranque          | Chen Xiaoting · China             | 100 kg           | Yuderqui Contreras · República Dominicana | 93 kg            | Aylin Daşdelen · Turquia                  | 90 kg            |
| Arremesso         | Chen Xiaoting · China             | 122 kg           | Aylin Daşdelen · Turquia                  | 121 kg           | Hiromi Miyake · Japão                     | 113 kg           |
| Total             | Chen Xiaoting · China             | 222 kg           | Aylin Daşdelen · Turquia                  | 211 kg           | Yuderqui Contreras · República Dominicana | 206 kg           |
| 58 kg (detalhes)  |                                   |                  |                                           |                  |                                           |                  |
| Arranque          | Pak Hyon-suk · Coreia do Norte    | 103 kg           | Nastassia Novikava · Bielorrússia         | 103 kg           | Deng Wei · China                          | 102 kg           |
| Arremesso         | Deng Wei · China                  | 135 kg           | Jong Chun-mi · Coreia do Norte            | 130 kg           | Nastassia Novikava · Bielorrússia         | 130 kg           |
| Total             | Deng Wei · China                  | 237 kg           | Nastassia Novikava · Bielorrússia         | 233 kg           | Jong Chun-mi · Coreia do Norte            | 230 kg           |
| 63 kg (detalhes)  |                                   |                  |                                           |                  |                                           |                  |
| Arranque          | Ouyang Xiaofang · China           | 112 kg           | Sibel Şimşek · Turquia                    | 111 kg           | Kim Soo-kyung Coreia do Sul               | 107 kg           |
| Arremesso         | Maiya Maneza · Cazaquistão        | 143 kg           | Nísida Palomeque · Colômbia               | 134 kg           | O Jong-ae · Coreia do Norte               | 130 kg           |
| Total             | Maiya Maneza · Cazaquistão        | 246 kg           | Sibel Şimşek · Turquia                    | 241 kg           | Ouyang Xiaofang · China                   | 241 kg           |
| 69 kg (detalhes)  |                                   |                  |                                           |                  |                                           |                  |
| Arranque          | Svetlana Shimkova · Rússia        | 116 kg           | Kang Yue · China                          | 113 kg           | Meline Daluzyan · Armênia                 | 112 kg           |
| Arremesso         | Svetlana Shimkova · Rússia        | 140 kg           | Kang Yue · China                          | 140 kg           | Meline Daluzyan · Armênia                 | 139 kg           |
| Total             | Svetlana Shimkova · Rússia        | 256 kg           | Kang Yue · China                          | 253 kg           | Meline Daluzyan · Armênia                 | 251 kg           |
| 75 kg (detalhes)  |                                   |                  |                                           |                  |                                           |                  |
| Arranque          | Svetlana Podobedova · Cazaquistão | 134 kg           | Natalya Zabolotnaya · Rússia              | 133 kg           | Nadezhda Evstyukhina · Rússia             | 123 kg           |
| Arremesso         | Svetlana Podobedova · Cazaquistão | 161 kg           | Nadezhda Evstyukhina · Rússia             | 160 kg           | Natalya Zabolotnaya · Rússia              | 160 kg           |
| Total             | Svetlana Podobedova · Cazaquistão | 295 kg           | Natalya Zabolotnaya · Rússia              | 293 kg           | Nadezhda Evstyukhina · Rússia             | 283 kg           |
| +75 kg (detalhes) |                                   |                  |                                           |                  |                                           |                  |
| Arranque          | Tatiana Kashirina · Rússia        | 145 kg           | Meng Suping · China                       | 131 kg           | Jang Mi-ran Coreia do Sul                 | 130 kg           |
| Arremesso         | Meng Suping · China               | 179 kg           | Jang Mi-ran Coreia do Sul                 | 179 kg           | Tatiana Kashirina · Rússia                | 170 kg           |
| Total             | Tatiana Kashirina · Rússia        | 315 kg           | Meng Suping · China                       | 310 kg           | Jang Mi-ran Coreia do Sul                 | 309 kg           |

- — RECORDE MUNDIAL

## Quadro de medalhas
Quadro de medalhas no total combinado
| Ordem | País                 | Medalha de ouro | Medalha de prata | Medalha de bronze | Total |
| ----- | -------------------- | --------------- | ---------------- | ----------------- | ----- |
| 1     | China                | 3               | 6                | 1                 | 10    |
| 2     | Rússia               | 3               | 4                | 2                 | 9     |
| 3     | Turquia              | 2               | 2                | 1                 | 5     |
| 4     | Cazaquistão          | 2               | 0                | 0                 | 2     |
| 4     | Polónia              | 2               | 0                | 0                 | 2     |
| 6     | Coreia do Norte      | 1               | 0                | 2                 | 3     |
| 7     | Armênia              | 1               | 0                | 1                 | 2     |
| 8     | Irão                 | 1               | 0                | 0                 | 1     |
| 9     | Bielorrússia         | 0               | 1                | 1                 | 2     |
| 9     | Ucrânia              | 0               | 1                | 1                 | 2     |
| 7     | Alemanha             | 0               | 1                | 0                 | 1     |
| 12    | República Dominicana | 0               | 0                | 1                 | 1     |
| 12    | Egito                | 0               | 0                | 1                 | 1     |
| 12    | Indonésia            | 0               | 0                | 1                 | 1     |
| 12    | Roménia              | 0               | 0                | 1                 | 1     |
| 12    | Coreia do Sul        | 0               | 0                | 1                 | 1     |
| 12    | Tailândia            | 0               | 0                | 1                 | 1     |
| Total | Total                | 15              | 15               | 15                | 45    |

Quadro de medalhas nos levantamentos + total combinado
| Ordem | País                 | Medalha de ouro | Medalha de prata | Medalha de bronze | Total |
| ----- | -------------------- | --------------- | ---------------- | ----------------- | ----- |
| 1     | China                | 13              | 12               | 4                 | 29    |
| 2     | Rússia               | 9               | 11               | 7                 | 27    |
| 3     | Cazaquistão          | 5               | 0                | 0                 | 5     |
| 4     | Turquia              | 4               | 6                | 2                 | 12    |
| 5     | Coreia do Norte      | 4               | 3                | 3                 | 10    |
| 6     | Armênia              | 3               | 1                | 3                 | 7     |
| 6     | Polónia              | 3               | 1                | 3                 | 7     |
| 8     | Bielorrússia         | 1               | 2                | 2                 | 5     |
| 9     | Irão                 | 1               | 2                | 1                 | 4     |
| 10    | Alemanha             | 1               | 1                | 0                 | 2     |
| 11    | Roménia              | 1               | 0                | 1                 | 2     |
| 12    | Ucrânia              | 0               | 2                | 2                 | 4     |
| 13    | Coreia do Sul        | 0               | 1                | 4                 | 5     |
| 14    | Colômbia             | 0               | 1                | 1                 | 2     |
| 14    | Cuba                 | 0               | 1                | 1                 | 2     |
| 14    | República Dominicana | 0               | 1                | 1                 | 2     |
| 17    | Indonésia            | 0               | 0                | 3                 | 3     |
| 18    | Egito                | 0               | 0                | 2                 | 2     |
| 18    | Tailândia            | 0               | 0                | 2                 | 2     |
| 20    | Taipé Chinesa        | 0               | 0                | 1                 | 1     |
| 20    | Japão                | 0               | 0                | 1                 | 1     |
| 20    | Lituânia             | 0               | 0                | 1                 | 1     |
| Total | Total                | 45              | 45               | 45                | 135   |

## Classificação por equipe
| Posição | Equipe        | Pontos |
| ------- | ------------- | ------ |
| 1       | Rússia        | 521    |
| 2       | China         | 453    |
| 3       | Polónia       | 433    |
| 4       | Uzbequistão   | 391    |
| 5       | Irão          | 338    |
| 6       | Coreia do Sul | 310    |

| Posição | Equipe      | Pontos |
| ------- | ----------- | ------ |
| 1       | China       | 522    |
| 2       | Cazaquistão | 419    |
| 3       | Rússia      | 384    |
| 4       | Colômbia    | 363    |
| 5       | Turquia     | 330    |
| 6       | Tailândia   | 321    |

## Participantes
Um total de 515 halterofilistas de 74 nacionalidades participaram do evento.
| - Albânia (10) - Armênia (10) - Azerbaijão (9) - Bielorrússia (10) - Bélgica (1) - Bósnia e Herzegovina (1) - Brasil (4) - Camarões (4) - Canadá (13) - China (15) - Taipé Chinesa (13) - Colômbia (14) - Croácia (1) - Cuba (6) - Chéquia (8) - Dinamarca (1) - República Dominicana (5) - Equador (9) - Egito (10) - El Salvador (2) - Fiji (1) - Finlândia (3) - França (8) - Geórgia (7) - Alemanha (11) | - Reino Unido (1) - Grécia (9) - Guatemala (1) - Hong Kong (1) - Hungria (11) - Índia (9) - Indonésia (12) - Irão (7) - Iraque (8) - Irlanda (2) - Itália (9) - Japão (15) - Cazaquistão (15) - Kosovo (1) - Quirguistão (4) - Letônia (3) - Lituânia (5) - Macau (2) - Ilhas Maurícias (1) - México (4) - Moldávia (7) - Mongólia (7) - Coreia do Norte (9) - Noruega (1) - Polónia (15) | - Porto Rico (5) - Catar (2) - Roménia (11) - Rússia (14) - Arábia Saudita (8) - Sérvia (1) - Eslováquia (7) - África do Sul (6) - Coreia do Sul (12) - Espanha (10) - Suécia (3) - Suíça (1) - Tajiquistão (1) - Tailândia (13) - Tunísia (5) - Turquia (15) - Turquemenistão (8) - Ucrânia (14) - Emirados Árabes Unidos (3) - Estados Unidos (15) - Uruguai (1) - Uzbequistão (13) - Venezuela (10) - Vietname (2) |